# КК ПАОК
Кошаркашки клуб ПАОК (грч. Π.Α.Ο.Κ.) грчки је кошаркашки клуб из Солуна, који је део спортског друштва ПАОК. Спортско друштво је основано 1926, а кошаркашки клуб 1928. године. Тренутно се такмичи у Првој лиги Грчке и у ФИБА Купу Европе.

## Успеси

### Национални
- Првенство Грчке:
  - Првак (2): 1959, 1992.
  - Вицепрвак (9): 1960, 1985, 1988, 1989, 1990, 1991, 1994, 1998, 2000.
- Куп Грчке:
  - Победник (3): 1984, 1995, 1999.
  - Финалиста (5): 1982, 1989, 1990, 1991, 2019.

### Међународни
- Куп Рајмонда Сапорте:
  - Победник (1): 1991.
  - Финалиста (2): 1992, 1996.
- Куп Радивоја Кораћа:
  - Победник (1): 1994.
- ФИБА Куп Европе:
  - Финалиста (1): 2025.

## Учинак у претходним сезонама
| Сез.     | Првенство Грчке | Куп Грчке    | Европско такмичење                 |
| -------- | --------------- | ------------ | ---------------------------------- |
| 2014/15. | Полуфинале ПО   | Полуфинале   | Еврокуп — Топ 32                   |
| 2015/16. | Четвртфинале ПО | Полуфинале   | Еврокуп — Топ 32                   |
| 2016/17. | Четвртфинале ПО | Четвртфинале | ФИБА Лига шампиона — Осмина финала |
| 2017/18. | Полуфинале ПО   | Четвртфинале | ФИБА Лига шампиона — Осмина финала |
| 2018/19. | Четвртфинале    | Финалиста    | ФИБА Лига шампиона — Осмина финала |
| 2019/20. | прекинуто       | Четвртфинале | ФИБА Лига шампиона — Групна фаза   |
| 2020/21. | Четвртфинале ПО | Полуфинале   | —                                  |
| 2021/22. | 9. место        | Четвртфинале | ФИБА Лига шампиона — Плеј-ин       |
| 2022/23. | Полуфинале ПО   | Четвртфинале | ФИБА Лига шампиона — Плеј-ин       |
| 2023/24. | Четвртфинале ПО | Четвртфинале | ФИБА Лига шампиона — Плеј-ин       |
| 2024/25. | —               | Полуфинале   | ФИБА Куп Европе — Финалиста        |

## Познатији играчи
- Панајотис Василопулос
- Тодор Гечевски
- Предраг Дробњак
- Феликс Којадиновић
- Радослав Нестеровић
- Ђуро Остојић
- Никос Папас
- Зоран Савић
- Благота Секулић
- Предраг Стојаковић
- Дејан Томашевић
- Владо Шћепановић

## Познатији тренери
- Душан Ивковић
- Петар Сканси
- Драган Шакота